# Bostrychia olivacea
L'ibis olivaceo (Bostrychia olivacea) è un uccello della famiglia dei Treschiornitidi.